# 鈴木涼美
鈴木涼美（日语：／ Suzuki Suzumi，1983年7月13日—）是一名日本社會學家、藝人、作家、前AV女優。於2022年以小說作品《資優》（ギフテッド），入選第167回芥川賞。

## 經歷
1983年7月13日出生於東京都，父母分別是法政大学名譽教授鈴木晶和翻譯家灰島佳里。家境優渥，就讀私立清泉小学校、清泉女学院中学校、明治学院高等学校，畢業於慶應義塾大学環境情報学部，最高學歷為東京大学大学院学際情報学府碩士。
高中時期開始閱讀宮台真司的作品，就讀大學時期，鈴木開始在酒店擔任女公關，後續在成人影片的星探介紹之下，於2004年以「佐藤琉璃」（佐藤るり）為名，在成人影片製作公司VIP以專屬女優出道，隔年移籍至MOODYZ，之後陸續拍攝70幾部作品，於2008年引退。同年，以AV女優為題完成碩士論文研究。2014年因八卦雜誌週刊文春報導，將其曾經擔任AV女優的過往公開。
碩士畢業後，鈴木於2009年進入日本經濟新聞社擔任經濟線記者，一直到2014年自願離職，專職寫作。
2013年鈴木將碩士論文改寫為《AV女優的社會學》（「AV女優」の社會學 なぜ彼女たちは饒舌に自らを語るのか），交由青土社出版，2014年又以《再見，如果你出賣你的身體，夜晚大姐姐的愛情幸福論》（身体を売ったらサヨウナラ 夜のオネエサンの愛と幸福論）於幻冬舍出版，2017年出版散文集《獻給愛與子宮的花束：夜之女郎的母女論》。截自2022年6月，已出版著作以達8本之多。
同時亦經常以慶應畢業、東大大学院畢業、前AV女優、前日經新聞記者、前都議會專任記者等頭銜出現在媒體。

## 著書
- . 青土社. 2013-06-24. ISBN 9784791767045.
- . 幻冬舍. 2014-11-26. ISBN 9784344026803.

## 外部連結
- 作家 鈴木凉美
- 鈴木涼美的X（前Twitter）
- 官方博客
- 愛と子宮が混乱中――夜のオネエサンの母娘論 （页面存档备份，存于） - 幻冬舎plus
- お乳は生きるための筋肉です～夜のおねえさんの超恋愛論～ （页面存档备份，存于） - 幻冬舎plus
- 何を選択しても批判され、満たされない世界――元AV女優の社会学者・鈴木涼美が語る、女の生きづらさ （页面存档备份，存于） ウートピ